# L'Empreinte de la mort
Pour plus de détails, voir Fiche technique et Distribution.

L'Empreinte de la mort (Wake of Death) est un film américain réalisé par Philippe Martinez en 2004.

## Synopsis
Cynthia Archer (Lisa King) voulant protéger une jeune chinoise en fuite, Kim, la fille de Sun Quan (Simon Yam) un chef d'une triade chinoise, est abattue par ce dernier. Après maintes péripéties, Ben Archer (Jean-Claude Van Damme) venge la mort de sa femme, en tuant Sun Quan et sauve ainsi la jeune Kim et son fils Nicolas, tombé aux mains de la triade.

## Fiche technique
- Réalisateur : Philippe Martinez
- Scénario : Philippe Martinez
- Producteur : Stéphanie Martinez, Alan Latham, Stefan Jonas, Luc Campeau, Anton Ernst
- Une coproduction Royaume-Uni, Allemagne, France, Afrique du Sud
- Photographie : Emmanuel Kadosh
- Musique : Guy Farley
- Durée : 91 minutes      DVD : 87 minutes
- Genre : action
- Budget : 14 000 000 $
- interdit aux moins de 12 ans
- Date de sortie :
  -  États-Unis : 28 décembre 2004
  -  France : 19 janvier 2005

## Distribution
- Jean-Claude Van Damme : Ben Archer
- Simon Yam : Sun Quan
- Philip Tan : Han
- Valerie Tian : Kim
- Tony Schiena : Tony
- Claude Hernandez : Raymond
- Lisa King : Cynthia Archer
- Anthony Fridjohn : Max
- Danny Keogh : Mac Hoggins
- Pierre Marais : Nicholas Archer
- Warrick Grier : Da Costa
- Tom Wu : Andy Wang
- Jacqui Chan : Mamma Li
- Burt Kwouk : Tommy Li
- Joon Chong : Mère de Kim
- Andre Jacobs : Docteur Walker
- Bo Peterson : Juge Brown
- Tarryn Meaker : Babysitter
- Quentin Chong : Toby 1
- Winston Chong : Toby 2
- Adrian Galley : Officier des douanes
- Justin Fouche : Homme maigrichon
- Chantel Nel : Sans-abri #1
- Lionel Channering : Sans-abri #2
- Daz Parker : Vigile au centre commercial #1
- Jacob Mervine : Vigile au centre commercial #2
- Kirsten Marriott : Vigile au centre commercial #3
- Axel Van Leeuwen : Vigile au centre commercial #4
- Lee-Anne Liebenberg : Fille sur l'échelle
- Soh Fongang : Personne de la maintenance #1
- Arnold Chon : Biker voyou